# Schmarloh

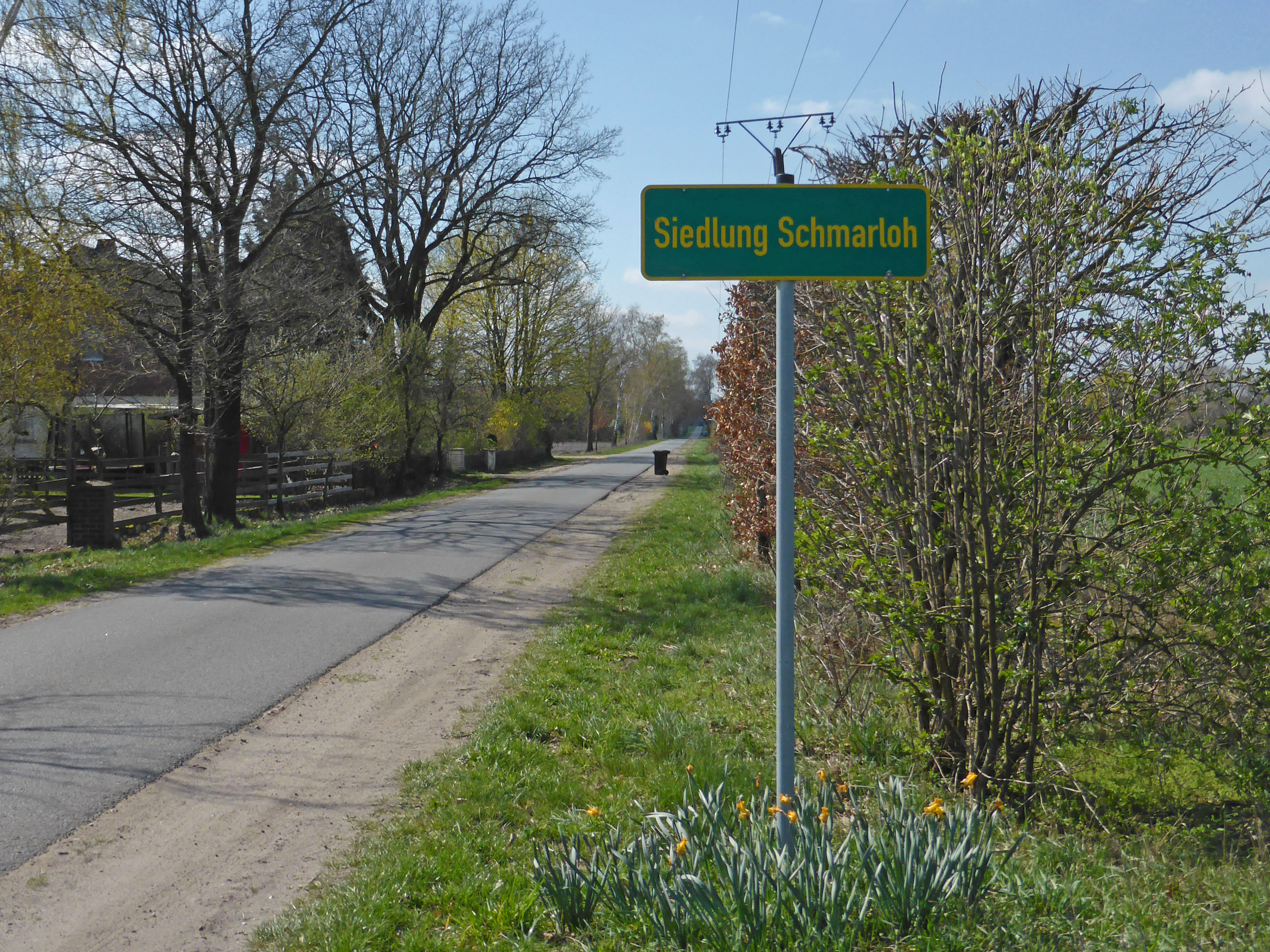
Siedlung Schmarloh

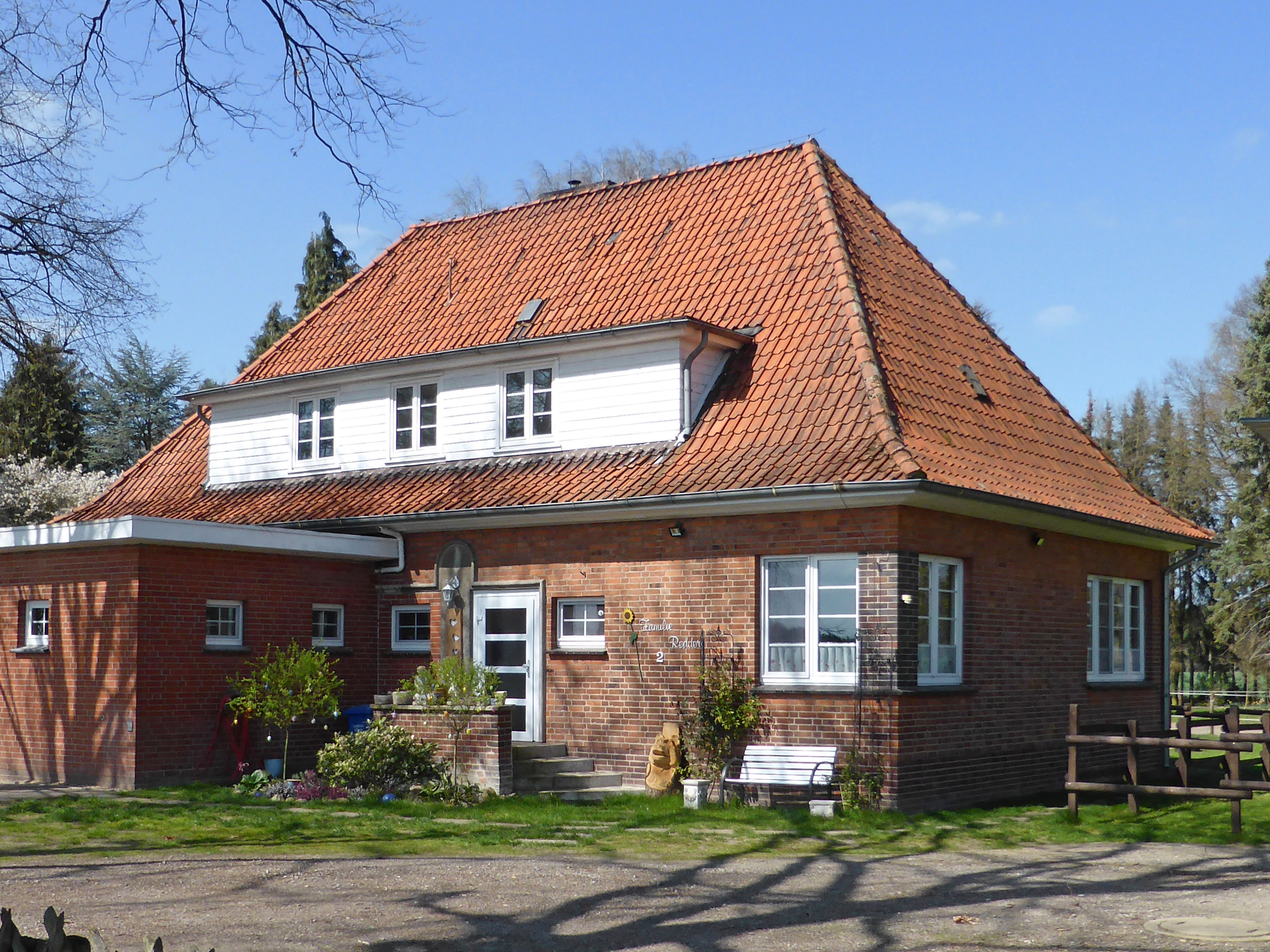
Ehemalige Schule von Zahrenholz im Schmarloh

Schmarloh ist die Bezeichnung eines Höhenzuges sowie einer Siedlung im Osten von Niedersachsen. Der Begriff wurde von Schmeerloh abgeleitet, was in der Niederdeutschen Sprache schmierig bedeutet und auf die Bodenverhältnisse hinweist.

## Höhenzug
Der Schmarloh ist ein Höhenzug in der Südheide im Osten von Niedersachsen, der sich vom Tal der Wiehe zwischen Groß Oesingen und Hohne nach Nordwesten bis zu den Tälern von Lutter und unterer Lachte zwischen Marwede und Lachendorf zieht. Der Nordosten bei Groß Oesingen liegt im Landkreis Gifhorn, ansonsten liegt der Höhenzug komplett im Landkreis Celle. Höchste Erhebung ist der 78 m ü. NHN Meter hohe Thornberg in nordöstlicher Randlage, 3 km nordwestlich von Groß Oesingen gelegen.
Ursprünglich ist der Schmarloh eine in der Drenthe-II-Periode der Eiszeit vor etwa 230.000 Jahren entstandene Endmoräne. Mehrere Eisschübe nacheinander im Abstand von etwa tausend Jahren überschoben die vorhandenen Geröll- und Sandhügel erneut, so wurden bereits tundraförmig überwachsene Flächen wieder überschüttet und durch Wasser und Wind neu geformt.

## Siedlung
Die Siedlung Schmarloh ist ein Ortsteil der Gemeinde Groß Oesingen im Landkreis Gifhorn.
Da der Boden im Schmarloh für Ackerwirtschaft zu feucht war und für Beweidung zu weit von den umliegenden Dörfern entfernt lag, blieb der Schmarloh mit seinen Heideflächen lange Zeit weitgehend unberührt. Archäologische Funde aus der Stein- und Bronzezeit belegen jedoch, dass auf dem Schmarloh bereits in vorgeschichtlicher Zeit Menschen gelebt haben.
Seit 1923 besteht im Schmarloh der Hof John, der jedoch zur Gemeinde Ummern gehört. Um 1930 wurde in dem Hof neben der Landwirtschaft auch ein Erholungsheim betrieben.
Mit der im Jahre 1856 in Zahrenholz erfolgten Verkoppelung der Feldmark wurde die zur heutigen Siedlung Schmarloh gehörende Fläche sechs Zahrenholzer Höfen zugeteilt. Nach mehreren Eigentümerwechseln erwarb 1925 die Hannoversche Siedlungsgesellschaft den größten Teil der Fläche, die damals noch aus Heideflächen und Ödland bestand, und ließ sie zur Kulturlandschaft umgestalten. Von 1927 bis 1934 wurden insgesamt 13 Siedlerstellen eingerichtet.
1935 begann der Bau einer gemeinsamen Schule für die Kinder der Siedlung Schmarloh und des Dorfs Zahrenholz, die am Weg zwischen der Siedlung Schmarloh und dem Dorf Zahrenholz lag, um den Kindern der Siedlung Schmarloh den weiten Fußweg zur Schule nach Groß Oesingen zu ersparen. Am 19. August 1936 erfolgte die Einweihung der Schule, die jedoch im Oktober 1942 kriegsbedingt bereits wieder geschlossen wurde. Erst 1946 wurde der Schulbetrieb wieder aufgenommen, und 1958 das Schulgebäude um einen zweiten Klassenraum erweitert.
Nach 1945 wurden die Wege zur Siedlung Schmarloh befestigt, und 1950 folgte der Anschluss der Siedlung an das Stromnetz. Von 1952 an bestand in der Siedlung eine öffentliche Fernsprechstelle. 1965 wurde die Schule geschlossen und verkauft. In dem Gebäude wurde die Gaststätte Heidpark eingerichtet, die jedoch nur wenige Jahre Bestand hatte.
2006 wohnten in der Siedlung Schmarloh 49 Personen.

## Wirtschaft
Neben der traditionellen Nutzung durch Land- und Forstwirtschaft wird ein Teil des Schmarloh nördlich von Hohne zur Gewinnung von Windenergie genutzt. Durch langes Für und Wider zum ursprünglich sehr groß geplanten Windpark in den Medien erlangte der Schmarloh überregionale Bekanntheit. 2004 wurde ein kleineres Projekt aus 13 Windkraftanlagen beantragt und geprüft. Diese sind inzwischen errichtet und in Betrieb.